# La Ilustración Guatemalteca
La Ilustración Guatemalteca fue una revista quincenal que se publicó en Guatemala del 1 de julio de 1896 al 15 de junio de 1898. En una época en que únicamente el cinco por ciento de la población guatemalteca sabía leer, esta publicación tenía artículos dedicados a los miembros de la élite guatemalteca y describió muchos sucesos que ocurrieron durante el gobierno del general José María Reina Barrios, especialmente la crisis económica derivada de la caída de los precios del café y el desarrollo de la Exposición Centroamericana, evento que Reina Barrios llevó a cabo para promocionar la construcción del ferrocarril interoceánico en Guatemala -en una época en que todavía no se había construido el Canal de Panamá- y sacar así a Guatemala de la crisis en que se encontraba. La revista presentó numerosas fotografías de Alberto G. Valdeavellano, pionero de la fotografía en Guatemala.

## Historia

### Primera época:La Ilustración Guatemalteca

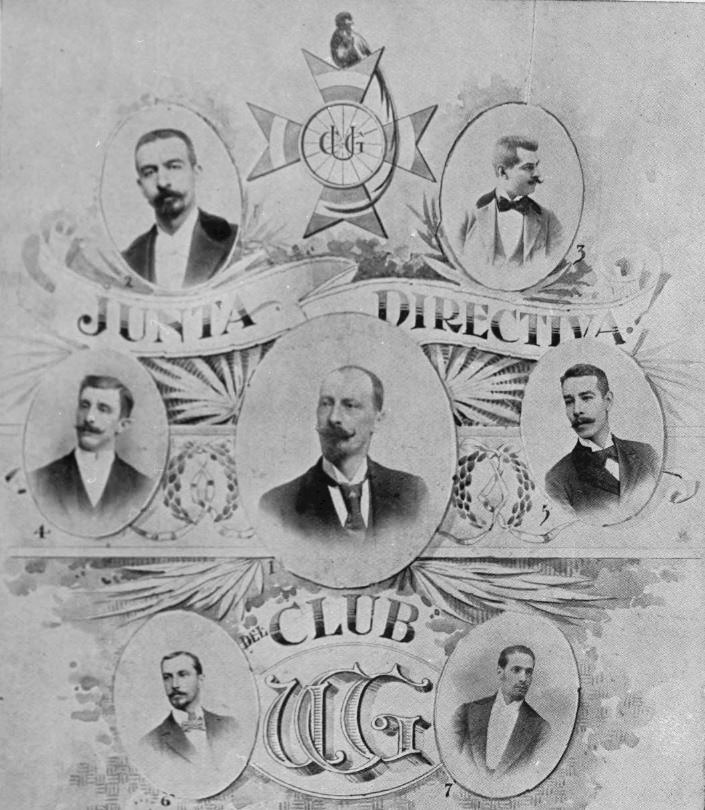
Junta Directiva del Club Ciclista de Guatemala, presentada en La Ilustración Guatemalteca el 15 de octubre de 1896. La revista fue pionera de la información deportiva en Guatemala.

La Ilustración Guatemalteca empezó a publicarse el 1 de agosto de 1896 con el fin de servir de publicación ilustrada y ajena a pasiones políticas, personales y religiosas. Uno de sus objetivos principales era promocionar e informar sobre la Exposición Centroamericana, evento que el presidente Reina Barrios había organizado a un gran costo para el erario nacional para mostrar los avances tecnológicos de Guatemala -principalmente el ferrocarril transoceánico- a posibles inversionistas extranjeros.
Si bien no quería entrar en polémicas de ninguna índole, era abiertamente liberal y anticlerical, como lo era el gobierno imperante en Guatemala en esa época. Y también sirvió una función informativa, presentando artículos sobre la crisis económica que vivía Guatemala en ese tiempo debido a la fuerte inversión que hizo el gobierno de Reina Barrios en infraestructura y a un descenso dramático en el precio del café -único artículo que se producía en Guatemala en ese entonces-; sobre el retorno del obispo Ricardo Casanova y Estrada; quien se acogió a una amnistía otorgada por el gobierno y pudo retornar a Guatemala tras ser expulsado a Cuba por el general Manuel Lisandro Barillas Bercián; y sobre los intentos del presidente de extender su mandato constitucional más allá de 1898 y las críticas que se generaron al respecto.
La revista también fue pionera en las noticias deportivas en Guatemala, publicando información sobre el ciclismo, deporte que a finales del siglo xix era exclusivo para la élite guatemalteca; las noticias sobre el club ciclista aparecían quincenalmente en La Ilustración Guatemalteca e incluían siempre alguna fotografía de sus participantes.  Los miembros de la Junta Directiva de la Unión Ciclista de Guatemala eran: (1) presidente: Miguel Llerandi -inmigrante español-, (2) vicepresidente: Víctor Sánchez Ocaña -exdirector del Instituto Nacional Central para Varones, exsecretario de la embajada de Guatemala en México y jefe de la Dirección General de Estadística-, (3) vocal primero: M. Larreynaga -exsecretario de la embajada de Guatemala en los Estados Unidos y exinspector de Instrucción Pública, (4) vocal segundo: Arturo Petrili -comerciante de origen italiano que había estudiado en Europa y en los Estados Unidos-, (5) vocal tercero: José Lizarralde -caficultor educado en Bruselas-, (6) secretario: el señor Gavarrete -educado en Europa y Estados Unidos y tesorero de la Lotería del Hospicio-, y (7) tesorero: José Quevedo V., -militar e ingeniero graduado de la Escuela Politécnica y secretario de la Escuela Facultativa de Ingeniería.

### Segunda época:La Ilustración del Pacífico

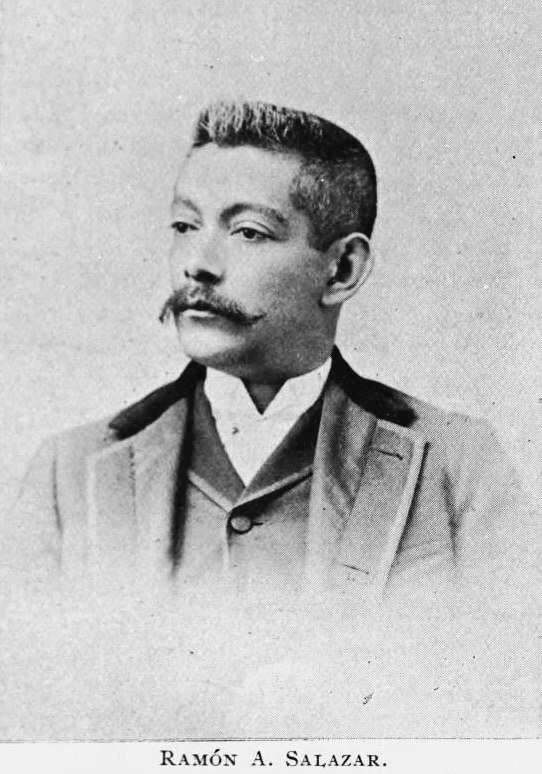
Escritor, médico y diplomático Ramón A. Salazar, director de La Ilustración del Pacífico en 1897-98.

Al finalizar el primer año de publicación, la revista cambió de nombre y se llamó La Ilustración del Pacífico. En su primer número relataron las viscicitudes que habían vivido durante su primer año y explicaron por qué cambiaron de nombre: al aparecer su primer fascíulo había habido mucho entusiasmo y ofertas de cooperación, suscripciones y colaboraciones, pero al cabo de poco tiempo los anunciantes se alejaron por el alto costo de los anuncios y las colaboraciones eran simples artículo promocionales de sus autores. Y también fueron criticados por publicar el retrato del arzobispo Ricardo Casanova y Estrada -debido al ambiente positivista que se vivía entre los intelectuales guatemaltecos a finales del siglo xix y por publicar información financiera en donde se hacía ver la severa crisis económica que vivía Guatemala en 1897.  Dicha crisis económica también los afectó, además de que el papel utilizado para los fotograbados era fuertemente gravado por el fisco guatemalteco.  A pesar de los problemas, les quedaba la satisfacción de que los guatemaltecos en el extranjero utilizaban la revista para mostrar los grabados en donde aparecían los edificios y estructuras del país y demostraban así que el país estaba prosperando; en vista de este uso que se le daba fuera de las fronteras de Guatemala, los editores decidieron continuar con la revista un año más y cambiarle el nombre por el de La Ilustración del Pacífico.  El director de la revista en esta oportunidad fue el escritor, político y diplomático guatemalteco Ramón A. Salazar.

## Galería de imágenes
La revista se distinguió por presentar retratos de damas de la sociedad guatemalteca, de grupos de indígenas del interior de la República y de estudiantes distinguidos en las principales instituciones educativas del país.  La mayoría de las fotografías eran del fotógrafo Alberto G. Valdeavellano.

### Damas de sociedad

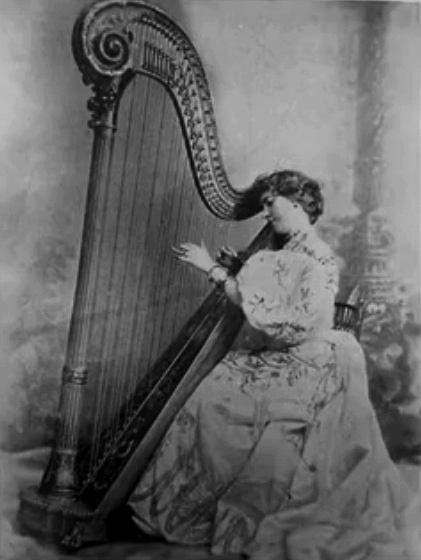
Algeria Benton, artista estadounidense que era la esposa del general Reina Barrios.
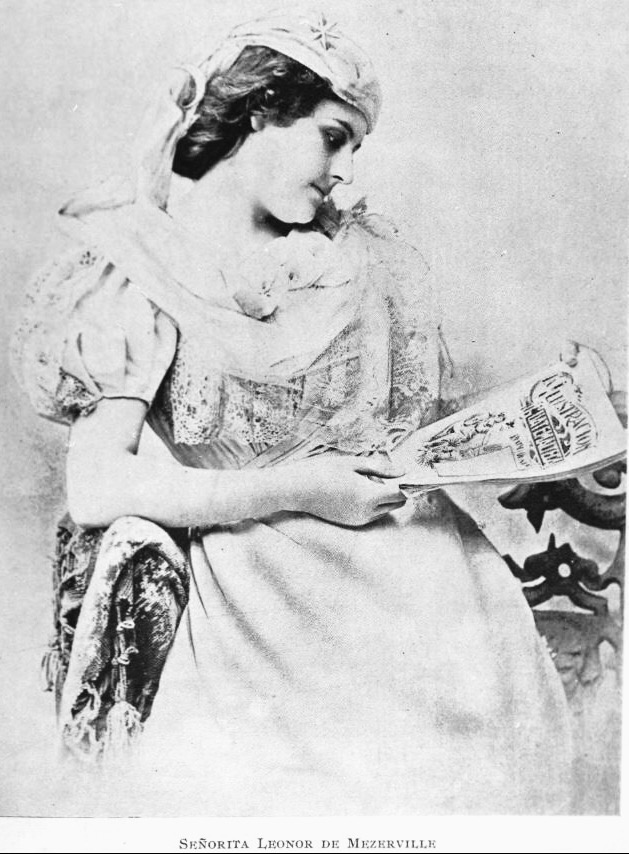
Señorita Leonor de Mezerville.
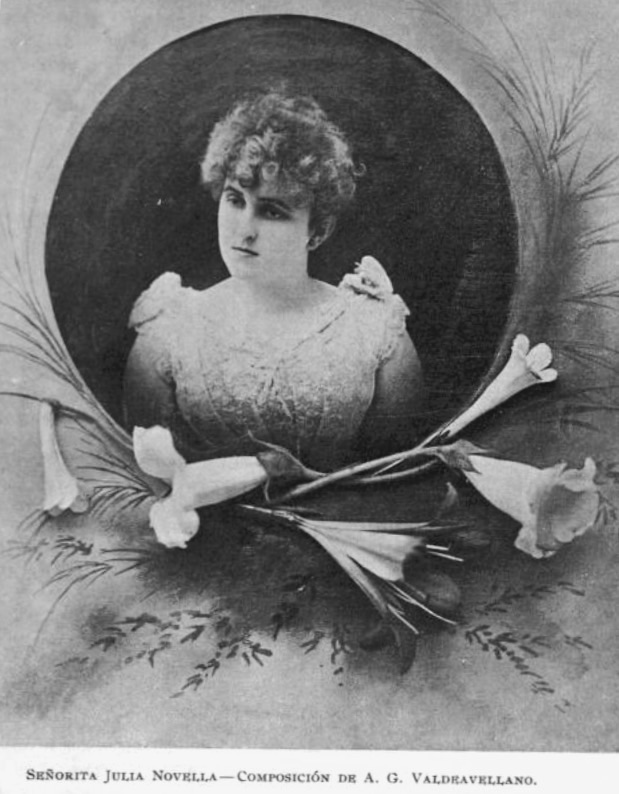
Señorita Julia Novella.
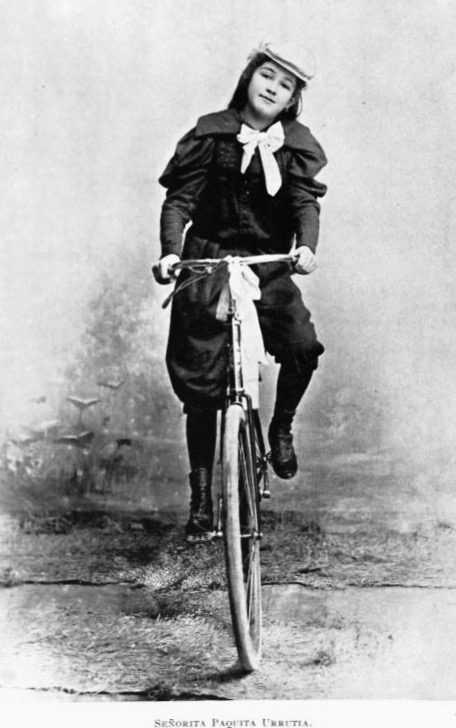
Paquita Urrutia, hija del ingeniero Claudio Urrutia.

### Indígenas de Guatemala

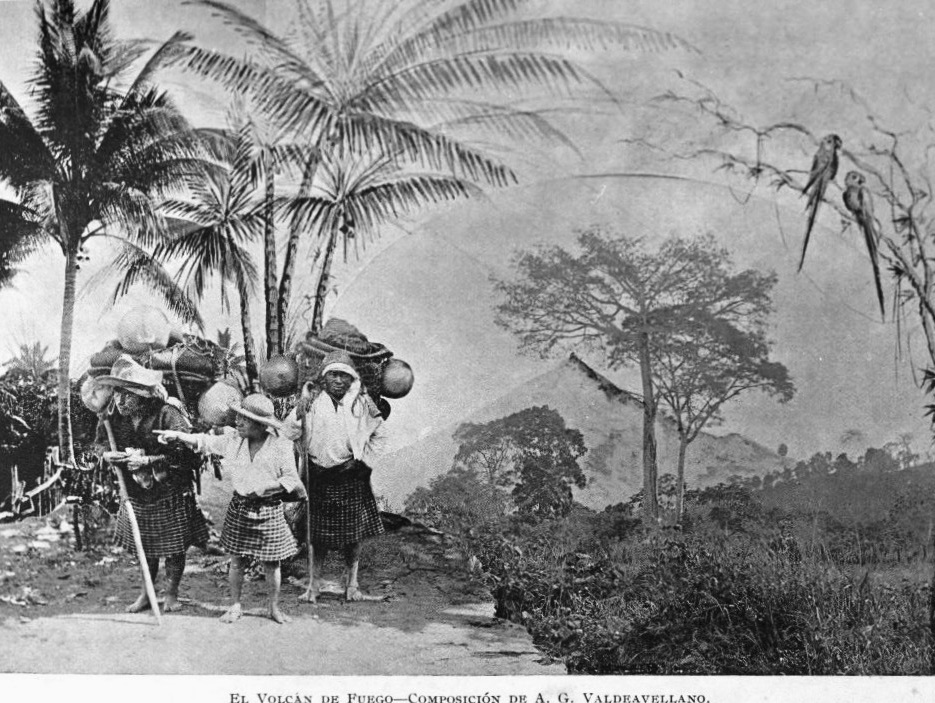
Alotenango, con el Volcán de Fuego al fondo.
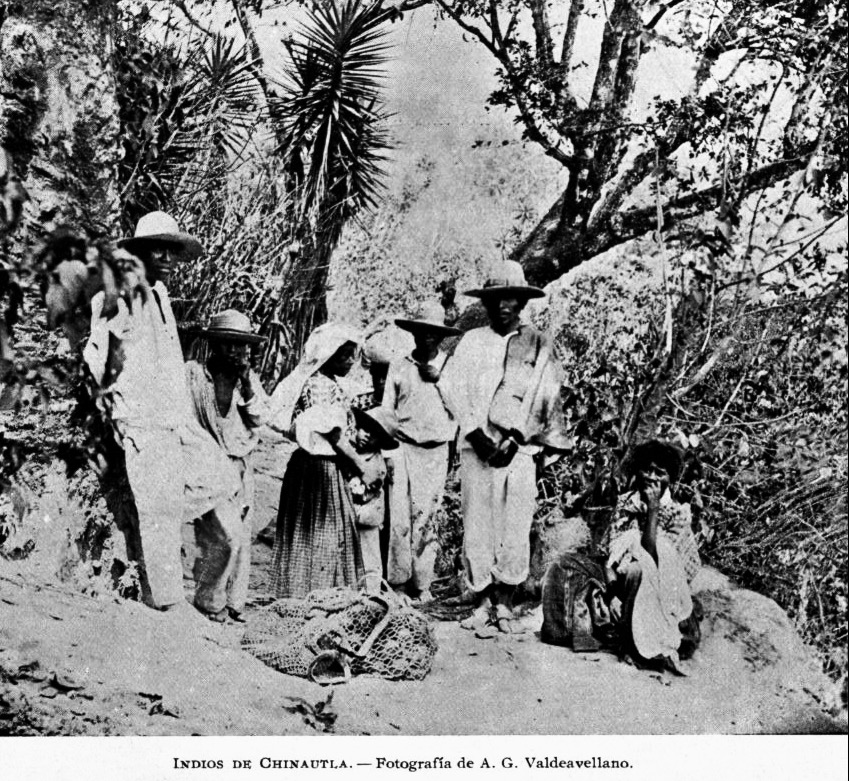
Chinautla
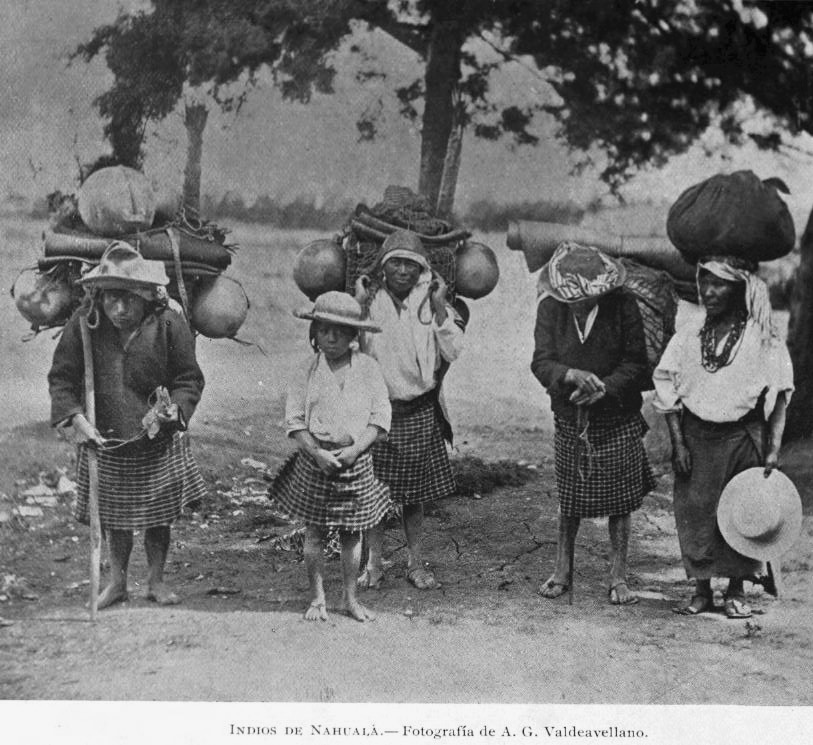
Nahualá
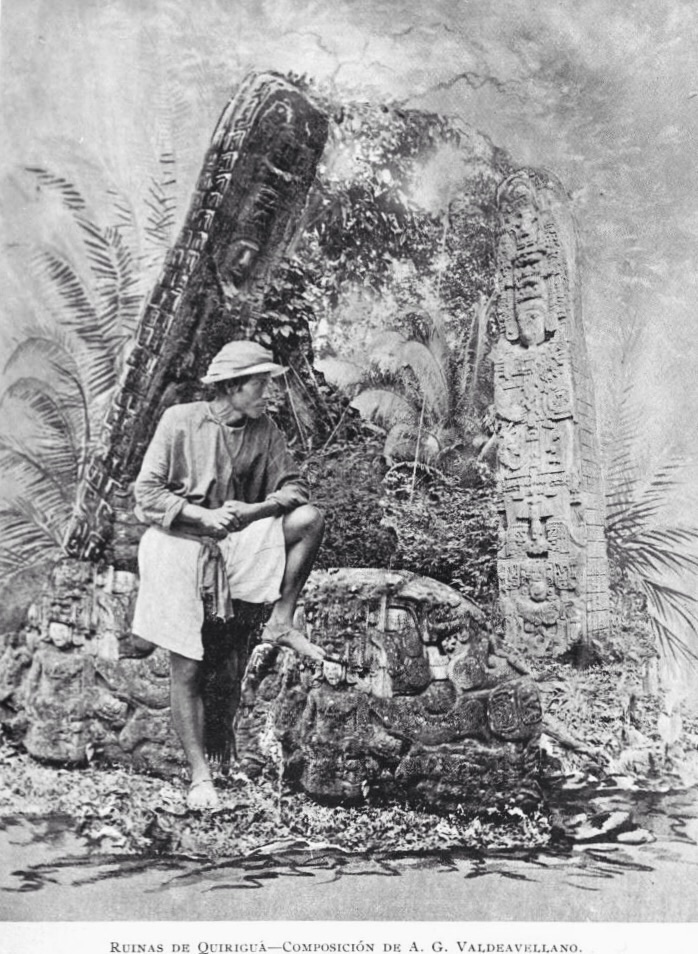
Piedra de sacrificio y estelas de Quiriguá.

### Estudiantes distinguidos

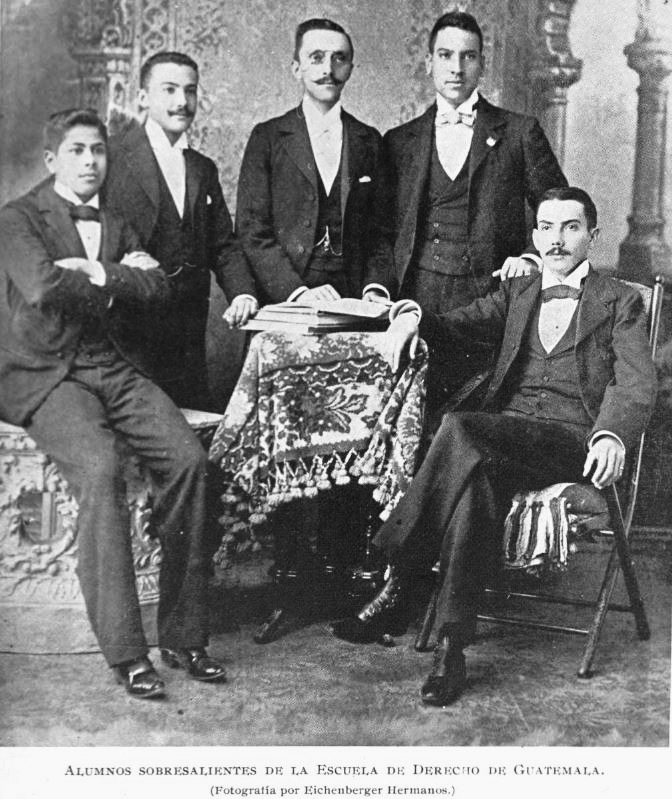
Estudiantes distinguidos de la Escuela Facultativa de Derecho y Notariado de la Universidad Nacional.
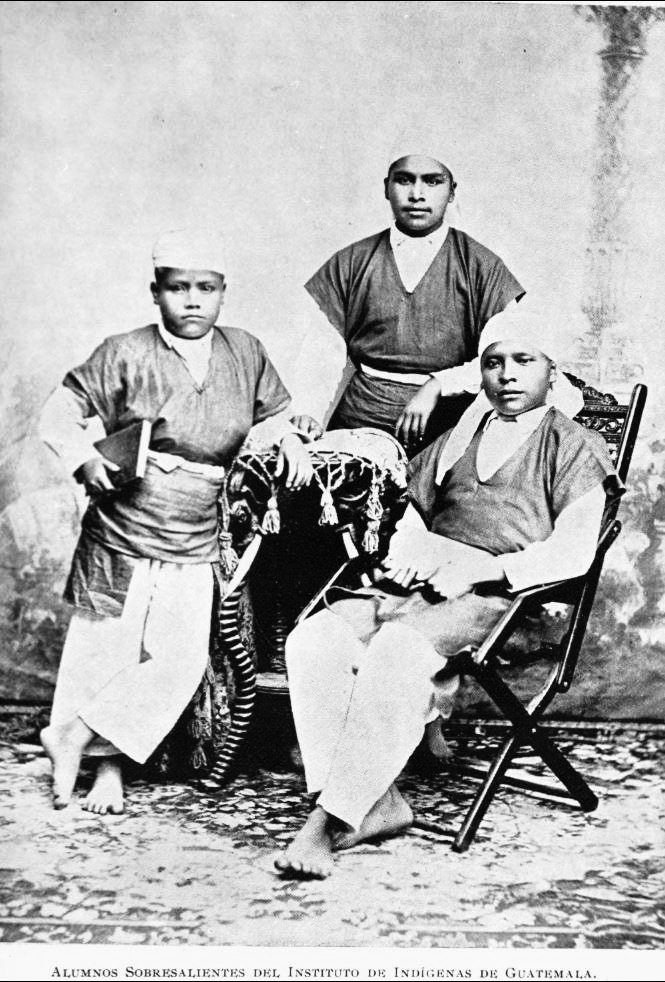
Estudiantes distinguidos de la Escuela Agrícola de Indígenas.
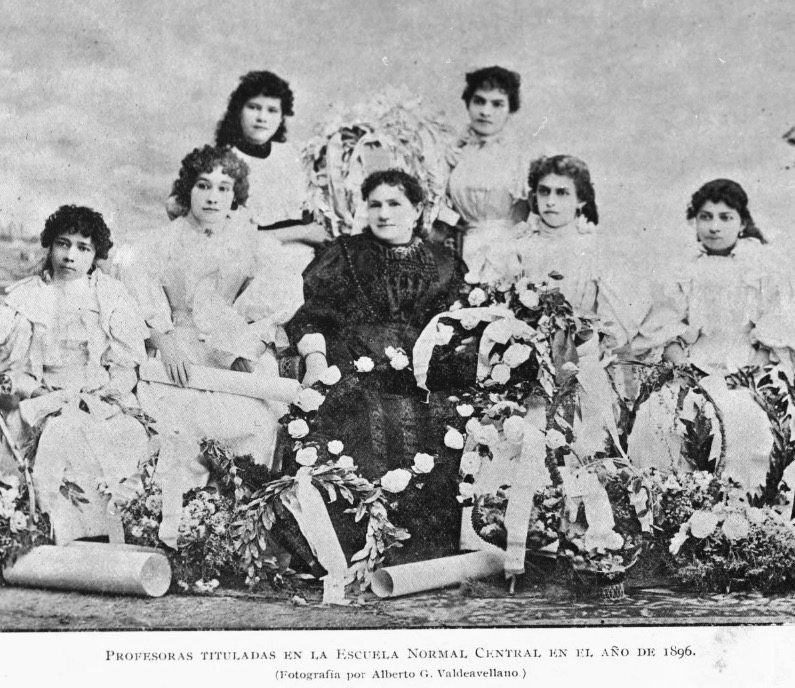
Estudiantes distinguidas del Instituto Normal Central para Señoritas.

### General José María Reina Barrios

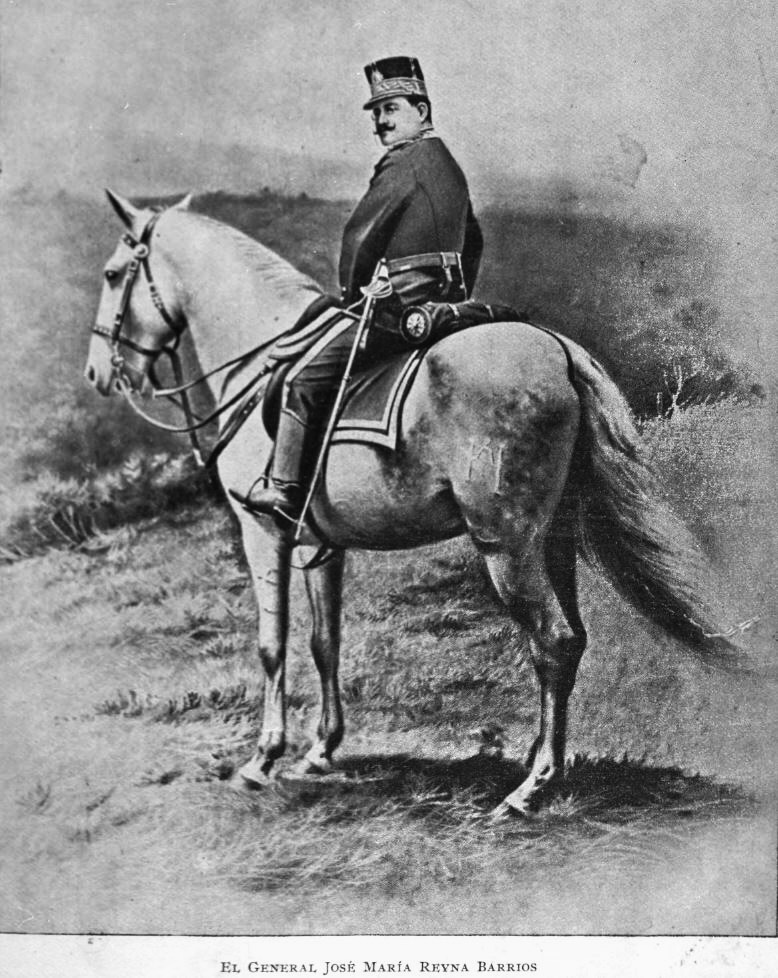
General Barrios en ejercicio militares en el campo de marte el 28 de junio de 1896. Primera instantánea que se tomó en Guatemala. Fotografía de Alberto G. Valdeavellano.
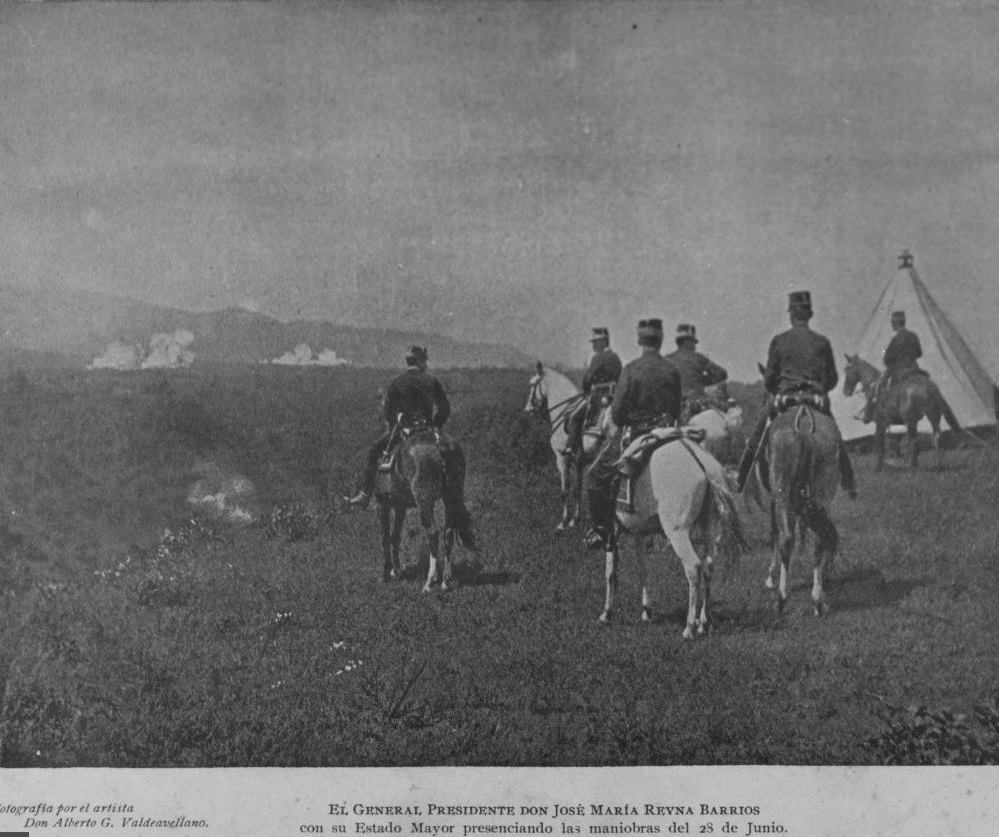
Otra fotografía de los ejercicios militares.
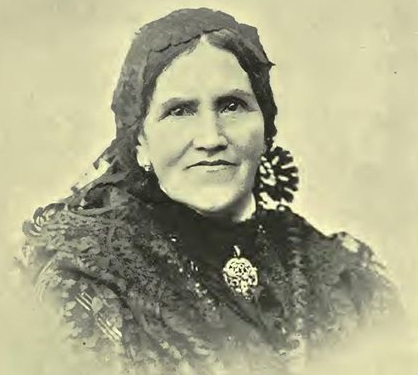
Celia Barrios de Reina, madre del general Reina Barrios y hermana del expresidente general Justo Rufino Barrios. 1897.
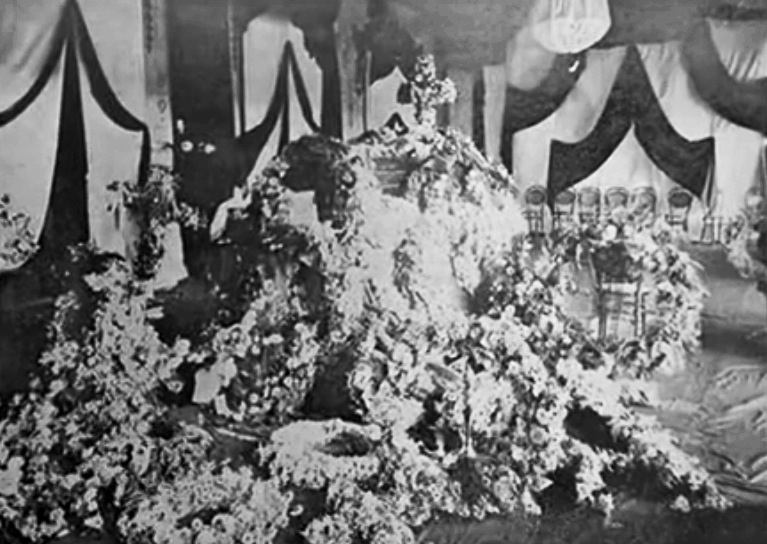
Sepelio de Celia Barrios de Reina. 1897.